# آساکورا یوشیکاگه
آساکورا یوشیکاگه (朝倉 義景؛ ۱۲ اکتبر ۱۵۳۳ – ۱۶ اکتبر ۱۵۷۳) دایمیوی ولایت اچیزن در دوره سنگوکو و دوره آزوچی-مومویاما و از اهالی ژاپن بود.